# Wenceslao Vinzons

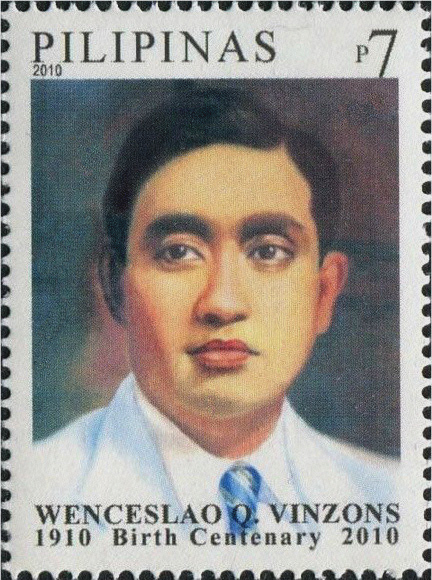

Wenceslao Quinito Vinzons (Indan, 28 september 1910 – 15 juli 1942) was een Filipijns politicus en oorlogsheld.

## Biografie
Vinzons studeerde rechten aan de University of the Philippines. In zijn studententijd was hij erg actief. Zo won hij een Quezon-medaille voor redevoering en een Abad Santos-medaille voor debatteren. Ook was hij redacteur van het universiteitsblad Philippine Collegian en president van de studentenraad. In 1922 slaagde hij als twee na beste voor het toelatingsexamen voor de Filipijnse balie (bar exam). In de jaren 30 werd Vinzons gekozen als het jongste delegatielid voor de Constitutionele Conventie van 1935. Op die conventie was hij er onder andere verantwoordelijk voor dat het Tagalog werd opgenomen als officiële taal van de Filipijnen. Bij Filipijnse presidentsverkiezingen van 1935 voer hij campagne voor oud-generaal Emilio Aguinaldo. Ondanks het feit dat Vinzons provincie Camarines Norte naar Aguinaldo ging, won Quezon de verkiezingen.
Na deze campagne was hij enkele president van een mijnbouwbedrijf in Camarines Norte tot hij in 1940 terugkeerde in de politiek en werd gekozen tot gouverneur van zijn thuisprovincie. Het jaar erop werd hij namens het kiesdistrict van Camarines Norte gekozen in het Nationaal Assemblee. Korte tijd later vielen de Japanners het land binnen en hield het parlement op te bestaan. Vinzons begon direct na de invasie een guerrillabeweging die actief was op het Bicolschiereiland. In mei 1942 leidde hij een opstand tegen de Japanners en waarbij zijn troepen erin slaagde de provinciehoofdstad Daet te bevrijden. Hierbij werden ongeveer 3000 Japanse soldaten gedood. Op 8 juli 1942 werd Vinzons door de Japanners gevangengenomen na een tip van een informant. Nadat hij weigerde het gezag van de Japanners te aanvaarden werd hij op 15 juli 1942 middels bajonetsteken gedood. Een dag daarop werden ook zijn vrouw, vader, zus en twee van zijn kinderen geëxecuteerd.
Ter ere van Wenceslao Vinzons werd zijn geboorteplaats Indan hernoemd naar Vinzons. Ook heet een van de gebouwen van zijn alma mater, de Vinzons Hall.

## Bron
- Carlos Quirino, Who's who in Philippine history, Tahanan Books, Manilla (1995)

- International Standard Name Identifier: 0000 0003 6999 232X
- Library of Congress Control Number: n2011204632
- Nederlandse Thesaurus van Auteursnamen: 344678563
- Virtual International Authority File: 245456229
- WorldCat: E39PBJcwCpjR9PGYdJMfy87yh3